# Деметрій III
Деметрій III Анікет (Непереможний) (*Δημήτριος Γ΄ ὁ Ἀνίκητος, д/н — бл.100 до н. е.) — індо-грецький цар у Гандхарі у 100 до н. е..

## Життєпис
Походив з династії Євтидемідів. Стосовно батьків відсутні відомості. Напевне, був родичем царів Геліокла II або Лісія I. Стосовно часу панування Деметрія III дослідників також сперечаються: 100 або 70 року до н. е. Втім, більшість сходяться, що Деметрій III змінив на троні Геліокла II.
Відомі низка монет цього царя з написами палі та давньогрецькою мовою — BASILEOS ANIKETOU DEMETRIOU й MAHARAJASA APARAJITASA DIMETRIA. У своїх зображеннях срібні монети наслідують традиції перших представників Євтидемідів: слона, самого царя з давньомакедонським капелюхом-каусією та Зевса.
Боровся з іншими індо-грецькими царями: спочатку Антіалкідом I, потім Поликсеном. Втім панування Деметрія III тривало недовго — його змінив Філоксен I.